# خودت رو بشناس

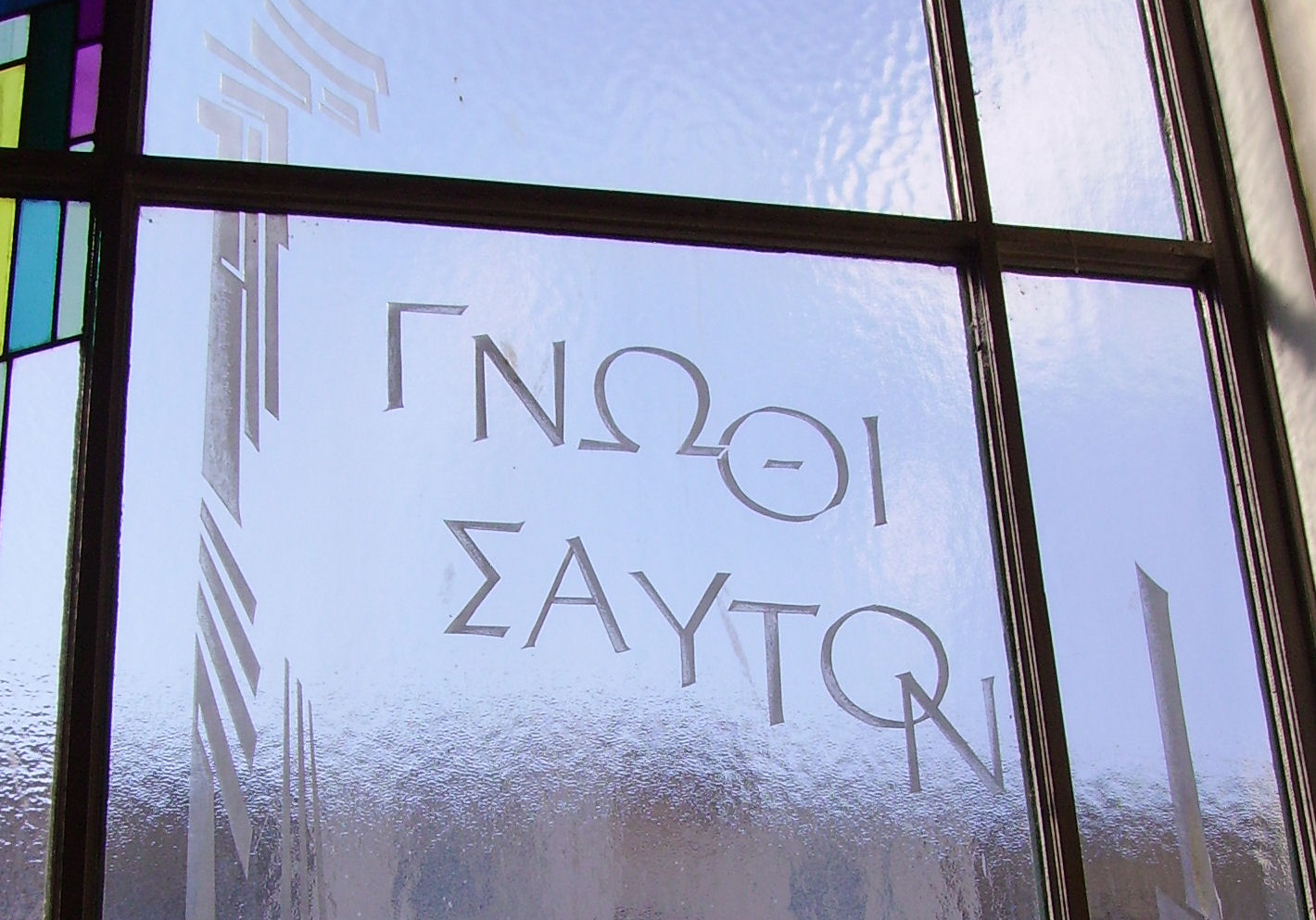
پنجره‌های شیشه‌ای در یک ساختمان دولتی در لودویگسهافن آلمان با نوشته ی یونانی γνῶθι εαυτόν «خودت رو بشناس»

«خودت رو بشناس» (به انگلیسی: Know thyself) و (به یونانی: γνῶθι εαυτόν) گزین گویه‌ای یونانی است مبنی بر «خودشناسی». سقراط، فیلسوف یونانی نیز بر این باور بود.